# Edifici d'habitatges al carrer de Sant Jordi, 9 (Barcelona)
L'edifici d'habitatges al carrer de Sant Jordi, 9 és una obra de Barcelona inclosa a l'Inventari del Patrimoni Arquitectònic de Catalunya.

## Descripció
Edifici d'habitatges entre mitgeres que consta d'una planta baixa i quatre plantes. L'edifici destaca pels elements eclèctics decoratius de la façana. Al primer pis hi ha una barana de ferro al balcó amb figures de "coup de fuet" sustentat per pilars voluminosos i massissos. La façana presenta una composició ordenada i simètrica. Les obertures de les plantes, els balcons de la planta tercera i el coronament de la façana són tots de pedra, com també els emmarcaments de les obertures de l'últim pis. La façana dels primers pisos és d'estuc que imita carreus buixardats, mentre que el pany de la planta tercera es presenta estucat i representant l'escut català.